# Square des Épinettes
Le square des Épinettes est un grand square de Paris, situé dans le quartier des Épinettes dans le 17e arrondissement.

## Situation et accès

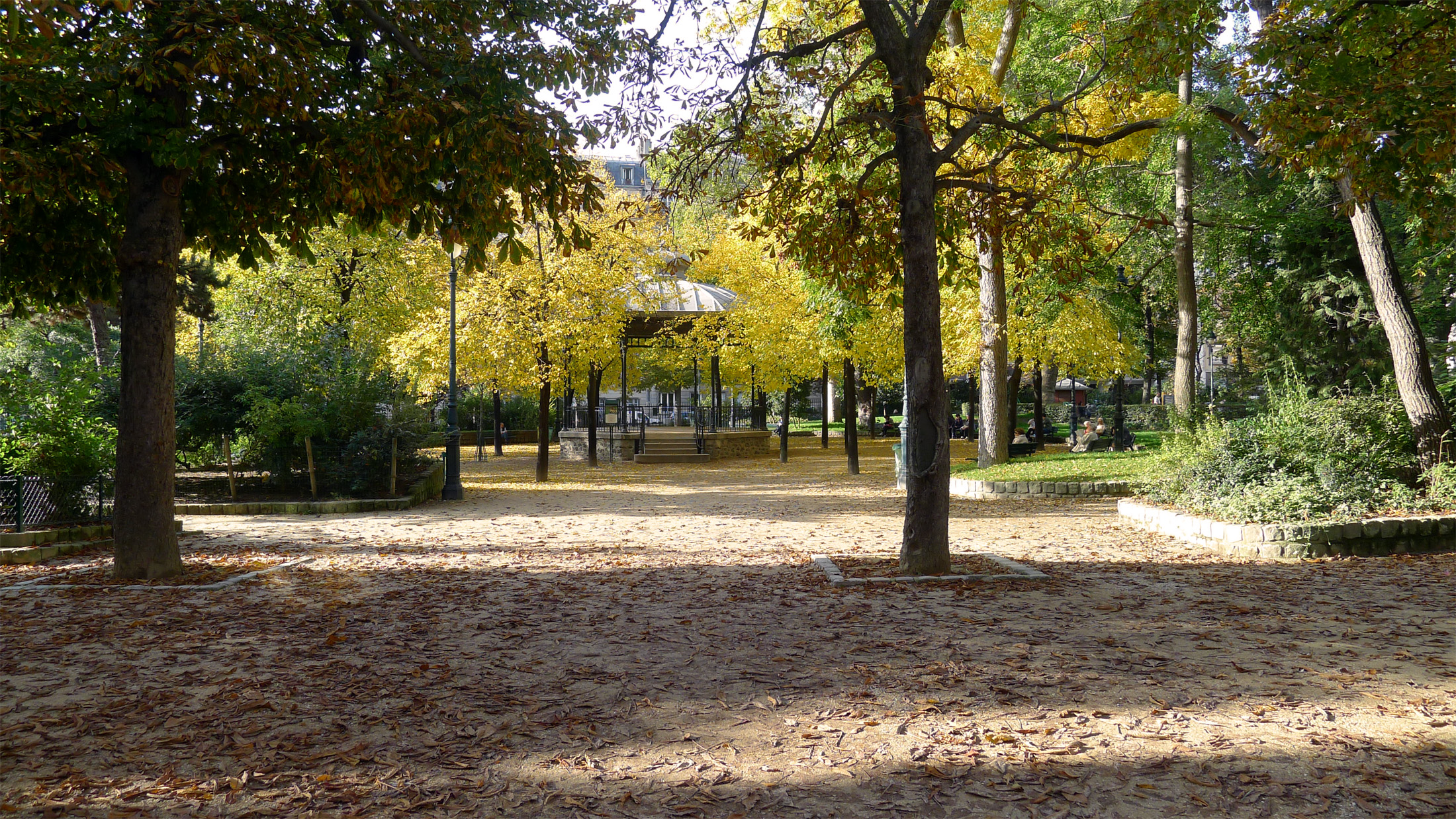
Square des Épinettes vu depuis la rue Maria-Deraismes.

Le square est encadré par la rue Félix-Pécaut au nord, la rue Maria-Deraismes à l'est, la rue Collette au sud et la rue Jean-Leclaire à l'ouest.
Le square des Épinettes est desservi par la ligne 13 à la station Guy Môquet.

## Origine du nom
Il porte ce nom en référence au lieu-dit, devenu un quartier, dans lequel il se situe et qui doit son nom à l'épinette blanche, un cépage de vignes autrefois présent sur cette colline.

## Historique
Créé en 1893 par Jean-Camille Formigé, réaménagé en 1980 et 1992, ce square s'étend sur 10 420 m2. Un kiosque à musique en occupe le centre.

## Bâtiments remarquables et lieux de mémoire
Le square abrite deux sculptures :
- le Monument à Jean Leclaire par Jules Dalou (1896) ;
- la Statue de Maria Deraismes par Louis-Ernest Barrias (1898).

En 1943, ces bronzes sont déboulonnés par le régime de Vichy dans le cadre de la mobilisation des métaux non ferreux et envoyés en Allemagne. Le groupe en bronze du monument à Jean Leclaire a été refondu et ré-érigé sur son socle en 1971, mais il manque le seau que tenait l'ouvrier dans la version d'origine.
La statue de Maria Deraismes a été refondue en 1983 par la fonderie de Coubertin et ré-érigée dans le square.

## Botanique
- Marronnier d’Inde, hauteur 35, circonférence 383 cm (classé arbre remarquable[5]).
- Tulipier de Virginie, hauteur 17 m, circonférence 240 cm (classé arbre remarquable[5]).Statue de Maria Deraismes par Louis-Ernest Barrias.

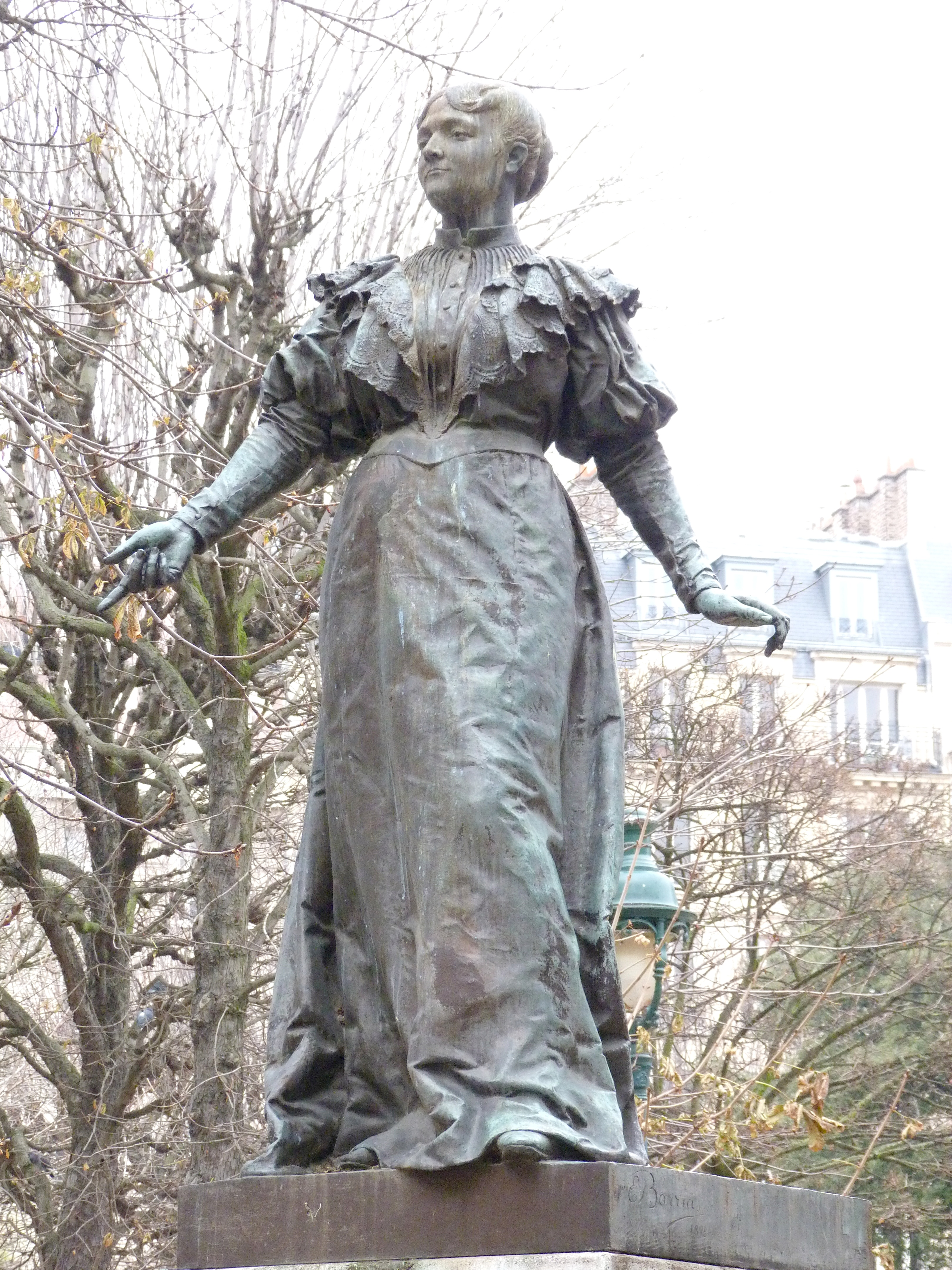
Statue de Maria Deraismes par Louis-Ernest Barrias.